# Nevado del Quindío
Le Nevado del Quindio est un volcan dans les Andes, au centre de la Colombie. Il se situe dans le parc national naturel de Los Nevados, qui est un sanctuaire animal. On ne lui connaît à ce jour aucune éruption.
Les névés et les glaciers fondent progressivement sur le glacier de 10 % chaque année depuis les premières mesures scientifiques effectuées dans les années 1980, et ce en raison du réchauffement climatique.
La montagne offre de magnifiques panoramas, attirant des touristes à toutes les périodes de l'année. Sa partie basse est composée d'une forêt de nuage, riche en espèces endémiques.
Le botaniste Alexander von Humboldt visita la région en 1801, découvrant de nouvelles espèces.
La voie d'ascension la plus facile pour accéder au volcan passe par la vallée de Cocora.